# این همه‌چیز را تغییر می‌دهد
این همه‌چیز را تغییر می‌دهد (انگلیسی: This Changes Everything) یک فیلم در ژانر مستند است که در سال ۲۰۱۸ منتشر شد. در این فیلم مستند با بازیگران و فیلمسازان زن دربارهٔ تجربیات خود در صنعت سینما با بررسی تأثیر جنسیت در صنعت فیلم هالیوود مصاحبه شده‌است.